# Catocala fulva
Catocala fulva là một loài bướm đêm trong họ Erebidae.